# Народен фронт за освобождение на Палестина - Главно командване
Народен фронт за освобождение на Палестина – Главно командване (на арабски: الجبهة الشعبية لتحرير فلسطين- القيادة العامة) е палестинска националистическа паравоенна организация, обявена за терористична от някои държави. Тя е основана през октомври 1968 година от бившия капитан на сирийската армия Ахмед Джибрил, заради разногласия с „марксисти“ в ръководството на НФОП на Жорж Хабаш.
Организацията се състои от няколкостотин бойци. Тя е със седалище в Дамаск, с членове в Ливан и в Европа, има подкрепата на Сирия и Иран. Организацията разполага със собствено военно крило, наречено „бригади на Джихад Джибрил“.
Взима участие в арабско-израелския конфликт, втората израелско-ливанска война и гражданската война в Сирия (На страната на президента Башар Асад).
НФОП-ГК е призната за терористична организация в САЩ, Канада и Европейския съюз.